# كاسيك أصفر الزمكى
كاسيك أصفر الزمكى (الاسم العلمي: Cacicus cela) (بالإنجليزية: Yellow-rumped Cacique)‏ هو نوع من الطيور يتبع جنس الكاسيك من فصيلة الصفراويات.